# Eerste Kamerverkiezingen 2011/Kandidatenlijst/ChristenUnie
De kandidatenlijst voor de Eerste Kamerverkiezingen 2011 van de ChristenUnie werd als volgt vastgesteld:

## Lijst
1. Roel Kuiper
2. Peter Ester
3. Simone Kennedy
4. Herman Sietsma
5. Leen van Dijke
6. Beatrice de Graaf
7. Marjan Haak-Griffioen
8. Bert Groen
9. Adriaan Hoogendoorn
10. Martijn van Meppelen Scheppink
11. Henk Schaafsma
12. Thijs van Daalen
13. Rein Ferwerda
14. Gerdien Rots
15. Jan Westert
16. Jurn de Vries
17. Kees van Kranenburg
18. Henk van Rhee
19. Robert de Graaff
20. Harry Lamberink
21. Joop Evertse
22. Gerrit Jan Bolks

2003 · 2007 · 2011 · 2015 · 2019 · 2023